# Чемпіонат Німеччини з хокею 1948
Чемпіонат Німеччини з хокею 1948 — 31-й регулярний чемпіонат Німеччини з хокею, чемпіоном став СК Ріссерзеє. Пройшов у два етапи, на попередньому в двох групах відіграли у двоколовому турнірі. На другому етапі по три клуби з кожної групи також у двоколовому турнірі розіграли нагороди чемпіонату.

## Попередній етап

### Група Північ
| М  | Команда          | І | Пер | Н | Пор | Ш     | О  |
| -- | ---------------- | - | --- | - | --- | ----- | -- |
| 1. | Бад-Наугайм      | 8 | 7   | 0 | 1   | 46:13 | 14 |
| 2. | Крефельдер ЕВ    | 8 | 6   | 0 | 2   | 54:32 | 12 |
| 3. | Пройзен Крефельд | 8 | 3   | 0 | 5   | 36:47 | 6  |
| 4. | ХК Кельн         | 8 | 2   | 1 | 5   | 28:50 | 5  |
| 5. | ЕГ Гамбург       | 8 | 1   | 1 | 6   | 16:38 | 3  |

Скорочення: М = підсумкове місце, І = ігри, Пер = перемоги, Н = нічиї, Пор = поразки, Ш = закинуті та пропущені шайби, О = набрані очки
SG Eichkamp (Берлін), зазнавши поразки від Крефельдер ЕВ 4:18, Пройссен Крефельд 5:9 та ХК Кельну 6:7, знявся з чемпіонату, а результати були анульовані.

### Група Південь
| М  | Команда      | І | Пер | Н | Пор | Ш     | О  |
| -- | ------------ | - | --- | - | --- | ----- | -- |
| 1. | СК Ріссерзеє | 8 | 7   | 0 | 1   | 22:6  | 14 |
| 2. | ХК Фюссен    | 8 | 6   | 0 | 2   | 29:15 | 12 |
| 3. | ХК Аугсбург  | 8 | 5   | 0 | 3   | 46:4  | 10 |
| 4. | ЕВ Тегернзе  | 8 | 2   | 0 | 6   | 13:44 | 4  |
| 5. | СК Мангейм   | 8 | 0   | 0 | 8   | 1:42  | 0  |

## Фінальний раунд
| М  | Команда          | І  | Пер | Н | Пор | Ш     | О  |
| -- | ---------------- | -- | --- | - | --- | ----- | -- |
| 1. | СК Ріссерзеє     | 10 | 8   | 2 | 0   | 60:16 | 18 |
| 2. | Бад-Наугайм      | 10 | 6   | 3 | 1   | 51:30 | 15 |
| 3. | ХК Фюссен        | 10 | 5   | 2 | 3   | 58:50 | 12 |
| 4. | Крефельдер ЕВ    | 10 | 3   | 1 | 6   | 42:52 | 7  |
| 5. | ХК Аугсбург      | 10 | 3   | 0 | 7   | 30:31 | 6  |
| 6. | Пройзен Крефельд | 10 | 1   | 0 | 9   | 27:89 | 2  |

## Склад чемпіонів
Склад СК Ріссерзеє: Альфред Гоффманн, Франц Дольна, Вільгельм Еггінгер, Густав Єнеке, Карл Ензлер, Ганц Ланг, Філіпп Шенк, Вальтер Шмідінгер, Рейнгард Фунднер, Георг Штробль, Карл Вільд, Франц Штерн. Тренер: Лорней Тротт'є.